# Dwusieczna kąta

Dwusieczna kąta

Dwusieczna kąta – półprosta o początku w wierzchołku kąta i dzieląca ten kąt na dwa kąty przystające.
Dwusieczna kąta zawiera się w jego osi symetrii. Dwusieczna kąta wypukłego jest zbiorem punktów należących do tego kąta i równo odległych od jego ramion. Dwusieczne kątów przyległych są prostopadłe względem siebie.

## Opiskonstrukcji dwusiecznej

Konstrukcja dwusiecznej

Konstrukcja dwusiecznej

Aby narysować dwusieczną kąta wypukłego, należy:
1. z wierzchołka O kąta dowolnym promieniem zakreślić łuk przecinający ramiona kąta w punktach A i B
2. z punktów A i B zakreślić dwa łuki o identycznym promieniu, większym od połowy odległości między A i B. Łuki przetną się w dwóch punktach i niech C oznacza jeden z nich[a].
3. przez punkty O i C przeprowadzić prostą.

Skonstruowana półprosta OC jest dwusieczną danego kąta.